# Михаил Евстафиев
Михаил Александрович Евстафиев е руски художник, фотограф и писател.

## Биография и творчество
Михаил започва да се занимава с живопис и фотография в ранна възраст. Неговата майка, баба и прадядо са скулптури, като това изиграва важна роля в неговото развитие.
През 80-те години на ХХ век, Михаил служи в съветската армия, по време на Войната в Афганистан. Автор е на романа „В двух шагах от рая“, разказващ за събитията в тази война. Прави много фотографии по време на войната, някои от които стават световноизвестни.
Отразявал е военни действия в Босна, Грузия, Нагорни Карабах, Приднестровието, Таджикистан и Чечня.
Негови творби са излагани в Европа, Китай, Русия и САЩ. Негови картини и фотографии се намират в колекции на Московския дом на фотографията, в галерия „Лейка“ и в частни колекции в Австрия, Великобритания, Русия, САЩ и Франция, публикувани са в много вестници, списания и книги.
От 2003 година живее в Австрия и работи в прес-службата на Организацията по безопасност и сътрудничество в Европа (ОБСЕ).

## Галерия
- „Дом в деревне“
- „Деревня под приснившимся небом“